# Josef Seifried
Josef Seifried (* 9. Mai 1892 in München; † 9. Juli 1962 ebenda) war ein deutscher SPD-Politiker.

## Leben
Josef Seifried besuchte eine Mittelschule und arbeitete bis 1919 als Kaufmann im Zeitungswesen. Frühzeitig engagierte er sich in der bayerischen Gewerkschaftsbewegung, in der er für den Bereich München und Südbayern schon bald Funktionärsaufgaben wahrnahm.
Von 1928 bis 1933 war er MdL für die SPD im Bayerischen Landtag.
Zwischen 1933 und 1945 wurde Josef Seifried zweimal von den Nationalsozialisten interniert und verbrachte die letzten beiden Kriegsjahre trotz seiner Körperbehinderung als Zwangsarbeiter in München.
Nach dem Zweiten Weltkrieg beteiligte sich Josef Seifried maßgeblich politisch am Wiederaufbau Bayerns. Er war von Juni bis Oktober 1945 Mitglied des Münchner Stadtrats und von 22. Oktober 1945 bis 20. September 1947 Bayerischer Staatsminister des Innern. Er gehörte zum vorbereitenden Verfassungsausschuss, der 1946 von der amerikanischen Besatzungsmacht eingerichtet wurde, um die Verfassung des Freistaates Bayern zu erstellen. Von 1948 bis 1949 war er Mitglied des Parlamentarischen Rates. 1949 war Seifried zudem Mitglied der ersten Bundesversammlung. 1950 schied er aus dem Bayerischen Landtag aus.
1956 wurde Josef Seifried das Große Verdienstkreuz mit Stern verliehen und am 15. Dezember 1959 mit dem Bayerischen Verdienstorden ausgezeichnet.